# Agiortia
Agiortia, biljni rod iz porodice vrjesovki smješten u tribus Styphelieae. Rod je raširen po Queenslandu i Novom Južnom Walesu. Postoje tri priznate vrste grmova, nekada uključivane u rod leukopogon (Leucopogon), a 2005. godine su izdvojene u vlastiti novi rod.
Listovi su naizmjenični.

## Priznate vrste
1. Agiortia cicatricata (J.M.Powell) Quinn
2. Agiortia pedicellata (C.T.White) Quinn
3. Agiortia pleiosperma (F.Muell.) Quinn